# Bandeira do Oklahoma

Bandeira do Oklahoma.

A Bandeira do Oklahoma consiste em um símbolo da nação indígena Osage com sete penas de águia em um fundo azul.